# Antepipona armata
Antepipona armata är en stekelart som först beskrevs av Henri Saussure 1862.  Antepipona armata ingår i släktet Antepipona och familjen Eumenidae. Inga underarter finns listade i Catalogue of Life.